# Ески Юрт
Ески Юрт (на кримскотатарски: Eski Yurt, на украински: Ескі-Юрт) е селище в югозападната част на Крим, в по-ново време – впоследствие заличеното село Подгородное, сега исторически район в западната част на град Бахчисарай. Името се превежда от кримскотатарски като „старото село“ или „старата юрта“.

## История на селото
По време на Златната орда, Ески Юрт носи характера на голямо, може би градско селище, намиращо се на търговския път от пристанищата на Херсон и Инкерман към вътрешните области на Кримския полуостров. За значителния размер на селището свидетелстват мащабите на най-голямото и старо в западната половина на Крим мюсюлманско гробище Кирк Азизлер (XIV—XV век), разположено на един километър северозападно от града (днес напълно унищожено). Селището запазва значението си и в ранния период от историята на Кримското ханство, образувано като независима държава през 1441 г. Възможно е, заедно с намираща се наблизо крепост Кирк Ep, то да е използвано като юрта (в смисъл на основно, главно място) на първите кримски ханове след пренасяне на ханската столица от източната част на полуострова (град Солхат) към западната.
По-късно, след основаването през 1532 г. на Бахчисарай, селото губи своя предишен икономически и административен статут (след което вероятно и е наречено „старото село“ или „старата юрта“; оригиналното име не е известно). Въпреки това, чак до началото на 20 век Ески Юрт запазва стойността си като един от важните центрове на ислямската религия в Крим, благодарение на наличието на мюсюлманската светиня Азис Малик Ащер.

## Азис Малик Ащер в Ески Юрт
В централната част на Ески Юрт е разположено Азис Малик Ащер (да не се бърка с гробището Кирк Азизлер, разположено далеч от селото): голямо гробище, за чиито център е смятана символичната могила („азис“) на Малик Ащер ен Нахаи (618 – 657), сподвижник и военачалник на халифа Али. Малик Ащер е историческа фигура, погребан е в град Ел Ариш в Египет; символични негови погребения са извършени в градовете Мардж (Египет) и Диарбекир (Турция). В преданията на кримските татари Малик Ащер е убиеца на змея, воин, първият разпространител на исляма в земите на Златната орда и Крим, убит в битка с великан на брега на река Днестър и починал от раните си в Ески Юрт.

## Съвременно състояние
През 1948 г., след депортирането на кримските татари, село Ески Юрт е преименувано в Подгородное (а селото Азис, отделено по същата време от Ески Юрт – в Задорожное). Впоследствие и двете села са включени в чертите на град Бахчисарай. Паметниците на културата (четири мавзолея от XIV—XVI век през 1963 г. преминават на дължавен отчет.

## Забележителности
- Мавзолей на Бей Юде Султан – майката на Мохамед Шах бей (XIV—XV век).
- Мавзолей на Ахмед бей – сграда от XIV—XV век (името е условно – по името на намелените наблизо надгробни плочи от XVI век).
- Мавзолей на Мехмед бей от XVI век.
- Мавзолей на Мехмед II Герай – ханска фамилна гробница, в която, според писмените източници, са погребани три кримски хана: Мехмед II Герай (1584), Саадет II Герай (1588), Мехмед III Герай (1629).
- Малко минаре (погрешно наричано още минбар), XV—XVII век.